# 索爾格施羅芬山

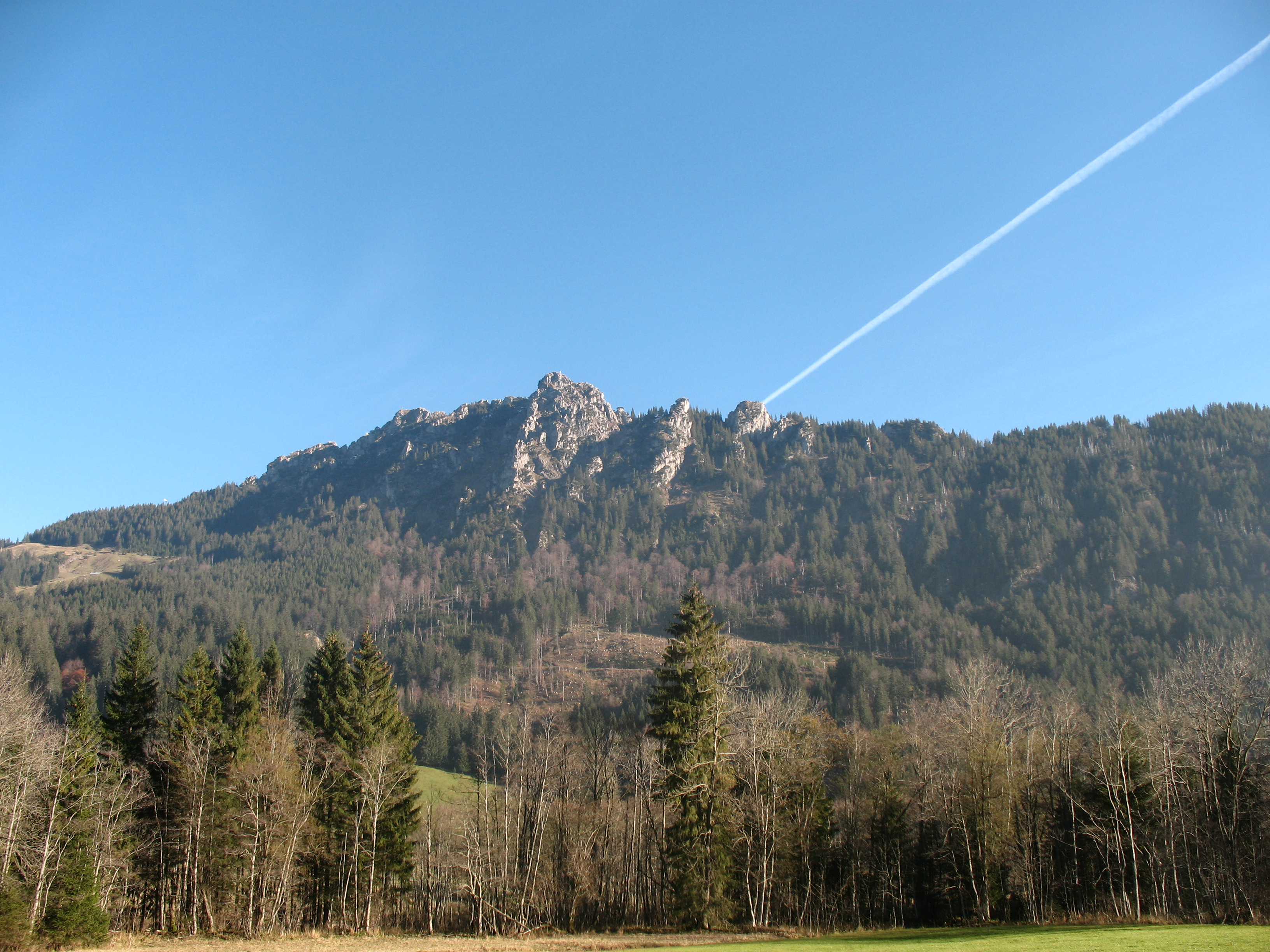

47°33′21″N 10°27′15″E / 47.55583°N 10.45417°E
索爾格施羅芬山（德語：Sorgschrofen），是中歐的山峰，位於奧地利和德國接壤的邊境，屬於阿爾高阿爾卑斯山脈的一部分，距離申卡勒山3公里，海拔高度1,634.9米，每年平均降雨量1,730毫米。